# Victoria Lakshmi Hamah
Victoria Lakshmi Hamah là một chính trị gia của Quốc hội Dân chủ tại Ghana.

## Chính trị
Trong cuộc tổng tuyển cử năm 2012, bà đã không thành công trong cuộc bầu cử quốc hội khu vực bầu cử Ablekuma West.
bà từng giữ chức Thứ trưởng Bộ Truyền thông dưới thời chính quyền John Dramani Mahama cho đến khi bà bị sa thải vào thứ Sáu, ngày 8 tháng 11 năm 2013 do một bản ghi âm có ý định là của cô.
bà hiện đang điều hành một tổ chức phi lợi nhuận dành cho phụ nữ - Tổ chức tiến bộ vì sự tiến bộ của phụ nữ  (POWA).
Một đoạn băng ghi âm của cựu Thứ trưởng đã được nghe nói với một người bạn giấu tên rằng bà sẽ không từ bỏ chính trị cho đến khi bà kiếm được ít nhất một triệu đô la Mỹ (1 triệu đô la Mỹ). Cuộc trò chuyện cũng đề cập đến các quan chức và chính trị gia khác liên quan đến tất cả các loại thực hành tham nhũng.